# Hermandad de las Angustias (Andújar)
La Hermandad de las Angustias es una hermandad y cofradía de culto católico de la ciudad española de Andújar (Jaén). Su nombre completo es Antigua, Venerable, Hospitalaria Hermandad y Cofradía de Nazarenos de Nuestra Señora de las Angustias, Santísimo Cristo de la Caridad y Triunfo del Santo Lignum Crucis. Tiene su sede canónica en la iglesia de San Juan de Dios. Fue fundada en 1737.

## Historia
La creación de esta Hermandad se produce en 1737: el 4 de junio se solicita del prior del convento de San Juan de Dios y secretario provincial de Andalucía permiso para honrar la imagen de Nuestra Señora de las Angustias que estaba colocada en una de las capillas de la iglesia. El 25 de julio se acepta la petición, aunque se deja claro que en todo momento la imagen pertenecía a los hermanos de la orden hospitalaria. En los estatutos que aprueba el Obispado se especifica que el culto sería interno y que se haría fiesta y procesión claustral el tercer domingo de Cuaresma. A lo largo del siglo XVIII es posible que se incluyera también en el culto que promovía la Hermandad otra imagen más: la del Cristo de la Salud, crucificado que aún hoy se conserva en el coro de la iglesia

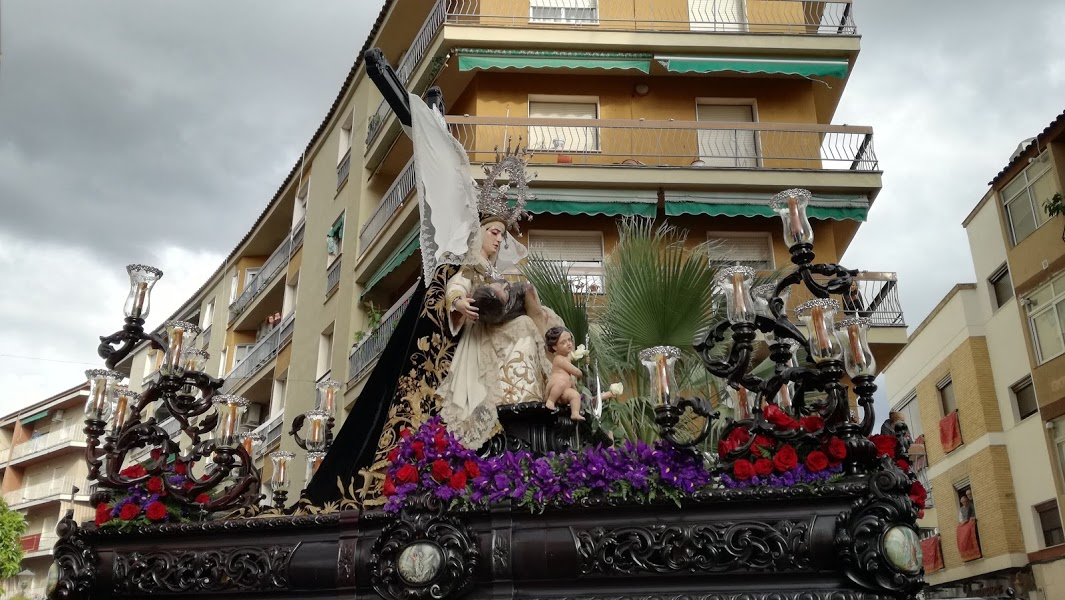
Nuestra Señora de las Angustias

Al igual que ocurrió con otras fundaciones monásticas, el edificio fue exclaustrado en el siglo XIX: los hermanos de San Juan de Dios tuvieron que marcharse y todo el conjunto pasó a propiedad municipal. Volvemos a tener noticias de la Hermandad cuando en 1852 se reorganiza y se redactan nuevos estatutos. En ellos ya se habla de procesión pública, aunque no en Semana Santa sino el segundo día de Pascua de Resurrección por la tarde, después de una fiesta solemne por la mañana. En 1894 se vuelven a reformar los estatutos para adaptarlos a esa época. Ya en ellos aparece el título de “venerable” que conserva hasta el día de hoy y se indica que la estación penitencial tenía lugar el Viernes Santo a las dos de la tarde. Como curiosidad, se incluye en el articulado la regulación del cuerpo de veintiún soldados romanos que desfilaban con el cortejo  y la presencia de las dos bandas de música de la localidad.
A principios del siglo XX, la procesión salía a las tres de la tarde. En 1932, y dado el ambiente de inestabilidad social, las hermandades de Andújar deciden no procesionar en Semana Santa y la Hermandad de las Angustias recupera su procesión claustral.
No queda claro cuándo pasa a ocupar la imagen el lujoso camarín barroco de la capilla mayor: se ha apuntado que fuera a mediados del siglo XVIII al reformarse el templo, aunque en los estatutos de finales del XIX aún se habla del “altar de Nuestra Señora de las Angustias”.
La imagen se salvó en la Guerra Civil porque las monjas usaron la iglesia para atender a los ancianos del asilo. La Hermandad se restablece en 1940, celebra su primer cabildo en 1943 y su primer desfile procesional al año siguiente. A partir de ese momento se instaura la hora de salida a las seis de la tarde, siendo una cita ineludible para el mundo cofrade de Andújar.
En 1991 vuelve a renovar estatutos e inicia un proceso de transformación, aunque sin desligarse del pasado como es el hecho de portar en su estación penitencial el antiguo pendón propio de las cofradías pasionistas de Andújar.
En el año 2004 se crea la agrupación musical “Nuestra Señora de las Angustias”, dirigida por Raúl Prieto Santos.
En la última reforma de estatutos ha modificado sus títulos, ha intitulado como Santísimo Cristo de la Caridad a la imagen de Jesús Yacente que está en el regazo de su Madre (recogiendo así la Hermandad el antiguo nombre del Hospital) y ha incluido una reliquia del Santo Lignum Crucis como Titular. Dicha reliquia fue donada por la comunidad de monjas capuchinas a la comunidad de religiosas de San Juan de Dios cuando aquellas abandonaron Andújar, teniendo bula de donación y autenticidad de 1753. Con posterioridad, las madres de los Desamparados la ofrecieron a la Hermandad para su culto y esta decidió que fuera procesionada en la delantera del paso. La Cofradía también porta en su estación penitencial otra reliquia: la de la beata Petra de San José, fundadora de la congregación de los Desamparados y San José de la Montaña.
El 17 de diciembre de 2021 se presentó el libro Angustias de María. Tres siglos de historia, publicado por la Hermandad.
Celebra triduo a sus Titulares en Cuaresma. Función solemne con motivo de la festividad de la Exaltación de la Cruz el 15 de septiembre. La Hermandad ha mantenido casa propia con montaje de cruz de mayo, procesión infantil y varias actividades de caridad y culturales como la recogida de alimentos o la tertulia de capataces.

## Pasos
Paso de Nuestra Señora de las Angustias. La imagen de Nuestra Señora de las Angustias es una talla del siglo XVIII, de autor anónimo y perteneciente a la escuela granadina, atribuido a la escuela de José de Mora. El Cristo Yacente que aparece sobre el regazo es también anónimo datándose, después de la última restauración, del siglo XVI. Ambas imágenes fueron restauradas entre 2012-2018 en el taller del imaginero Antonio Bernal Redondo. Procesiona sobre paso que aprovecha el primitivo de 1942, construido por el ebanista Rodríguez, pero reformado por hermanos de la Cofradía en 2001 y en 2008. La peana donde se asienta el grupo escultórico es del paso anterior a la Guerra Civil, obra de Fernando Cruz (1929). Es portado por cuadrilla de hermanos costaleros. Lleva como acompañamiento una banda de música.

## Sede canónica
Iglesia de San Juan de Dios, aneja a la residencia de mayores del mismo nombre, regentada por las Madres de los Desamparados y San José de la Montaña. Hasta el siglo XIX fue Hospital de la Caridad, regido por la Orden de San Juan de Dios. El nombre de la Caridad lo recibió de la antigua ermita que allí existió.

## Traje de estatutos
Los nazarenos visten túnica morada con botonadura, muceta y capa de color negro. Sobre la muceta aparece el escudo de la Hermandad, y en la capa, en el lado izquierdo, una cruz blanca. Visten guantes y calzado negro. La túnica se ciñe con cíngulo de color amarillo, anudado con cinco nudos rememorando las Cinco Llagas de Cristo y rematado con bolas.
Por su parte, muchas mujeres de la hermandad procesionan ataviadas con la clásica mantilla española negra.

## Marchas dedicadas a la Hermandad
- “Angustias...Reina y Madre Soberana”, de Raúl Prieto Santos (2005; recogida en el disco editado por la A.M. Ntra. Sra. de las Angustias de Andújar en 2009).[20]
- "Desde las puertas del cielo", de Raúl Prieto Santos (2009; dedicada al hermano costalero Jaime Martín Juárez).
- "La Angustia de María", de Sergio Larrinaga y Francisco Ortiz (2014).[21]
- "Angustias Mater Dolorosa", de Raúl Prieto Santos (2022).